# Tatamailau
Tatamailau is een berg in Ermera, Oost-Timor.
De Tatamailau is onderdeel van het Ramelau-gebergte, en is het hoogste punt van Oost-Timor.